# 国際縄文学協会
国際縄文学協会（こくさいじょうもんがくきょうかい、英: International Jomon Culture Conference IJCC）は、日本のNPO法人。正式名称は、特定非営利活動（NPO）法人国際縄文学協会。
2002年（平成14年）7月23日に正式に発足し、2003年（平成15年）4月28日に東京都により認証された。所在地は東京都港区西新橋一丁目17番15号 北村ビル2階（〒105-0003）。会長は神道系新宗教ワールドメイトの代表者である深見東州（半田晴久）。

## 主な活動内容
- 会報誌『縄文』の発行（年1回）
- 学術誌（紀要）の発行
- 講演会・セミナー・縄文祭り等のイベント開催
- 世界各地の遺跡・博物館巡り旅行企画
- 図書資料室「縄文」の運営

### 既刊行物
- 『縄文ジャーナル』Vol.1～6　（2003～2005年）
- 会報誌『縄文』1～26号（2002～2015年現在）
- 『紀要』学術誌。日本語・英語で紹介された縄文研究の概要。
- 『JOMON』Vol.1～4（2011～2015年現在）上に同じ。

## 図書資料室「縄文」
国際縄文学協会は約1万冊の蔵書をもとに、交流の場として図書資料室「縄文」を設けている。また、不定期で「縄文塾」を図書資料室内で開催している。縄文時代をはじめ、考古学に関する書物、国内博物館の図録、海外の大学・研究所の紀要などを保管している。

## イベント等
縄文祭り
「縄文祭り」は、「縄文」の素晴らしさと大切さを多くの人に知ってもらうことを目的としたイベントで、2007年～2010年まで毎年開催された。
縄文文化セミナー
2002年（平成14年）～2008（平成20年）
縄文塾
平成23年（2011年）より縄文塾開講。
縄文未来塾
平成25年（2013年）より「縄文塾」に加え、「縄文未来塾」をスタート。これまでの考古学研究の講師による「縄文塾」と、多方面の分野の講師を招き様々な角度から縄文をみる「縄文未来塾」を並行して行なっている。現在は不定期で開催。

## 役員
- 会長理事：半田晴久（深見東州）
- 理事：栗林義信、平野貞夫、他
- 顧問：上田篤、小林達雄、他
- 名誉会長：エミリー・ロスチャイルド・アトウッド